# Edwardzetes edwardsi
Edwardzetes edwardsi är en kvalsterart som först beskrevs av Hercule Nicolet 1855.  Edwardzetes edwardsi ingår i släktet Edwardzetes och familjen Ceratozetidae. Arten är reproducerande i Sverige. Inga underarter finns listade i Catalogue of Life.